# Tudose-kormány
A Tudose-kormány Románia kormánya, amely 2017. június 29. és 2018. január 29. között volt hivatalban.

## Kormányösszetétel
2017. június 29-től 2018. január 29-ig.
| Név | Hivatal kezdete      | Hivatal vége     | Párt           | Megjegyzés                                  |
| Miniszterelnök | Miniszterelnök       | Miniszterelnök   | Miniszterelnök | Miniszterelnök                              |
| --- | -------------------- | ---------------- | -------------- | ------------------------------------------- |
| Mihai Tudose | 2017. június 29.     | 2018. január 16. | PSD            |                                             |
| Mihai Fifor | 2018. január 16.     | 2018. január 29. | PSD            | mint ügyvivő                                |
| Miniszterelnök-helyettes                                                                                          |                      |                  |                |                                             |
| Ion-Marcel Ciolacu                                                                                                | 2017. június 29.     | 2018. január 29. | PSD            |                                             |
| Környezetvédelmi miniszter (egyben miniszterelnök-helyettes)                                                      |                      |                  |                |                                             |
| Grațiela Gavrilescu                                                                                               | 2017. június 29.     | 2018. január 29. | ALDE           |                                             |
| Regionális fejlesztési, közigazgatási és az európai alapokért felelős miniszter (egyben miniszterelnök-helyettes) |                      |                  |                |                                             |
| Sevil Shhaideh | 2017. július 29.     | október 17.      | PSD            |                                             |
| Paul Stănescu | 2017. október 17.    | 2018. január 29. | PSD            |                                             |
| Belügyminiszter                                                                                                   |                      |                  |                |                                             |
| Carmen Dan | 2017. július 29.     | 2018. január 29. | PSD            |                                             |
| Egészségügyi miniszter                                                                                            |                      |                  |                |                                             |
| Florian Bodog | 2017. június 29.     | 2018. január 29. | PSD            |                                             |
| Energiaügyi miniszter                                                                                             |                      |                  |                |                                             |
| Toma Petcu | 2017. június 29.     | 2018. január 29. | ALDE           |                                             |
| Gazdasági miniszter                                                                                               |                      |                  |                |                                             |
| Mihai Fifor | 2017. június 29.     | szeptember 12.   | PSD            |                                             |
| Gheorghe Șimon | 2017. szeptember 12. | 2018. január 29. | PSD            |                                             |
| Határon túli románság minisztere                                                                                  |                      |                  |                |                                             |
| Andreea Păstârnac                                                                                                 | 2017. június 29.     | 2018. január 29. | PSD            |                                             |
| Hírközlési és tájékoztatási miniszter                                                                             |                      |                  |                |                                             |
| Lucian Șova | 2017. június 29.     | 2018. január 29. | PSD            |                                             |
| Ifjúsági és sportminiszter                                                                                        |                      |                  |                |                                             |
| Marius Dunca | 2017. június 29.     | 2018. január 29. | PSD            |                                             |
| Igazságügy-miniszter                                                                                              |                      |                  |                |                                             |
| Tudorel Toader | 2017. június 29.     | 2018. január 29. | független      |                                             |
| Kereskedelmi, üzleti és vállalkozásügyi miniszter                                                                 |                      |                  |                |                                             |
| Ilan Laufer | 2017. június 29.     | 2018. január 29. | PSD            |                                             |
| Közlekedési miniszter                                                                                             |                      |                  |                |                                             |
| Răzvan Cuc | 2017. június 29.     | október 17.      | PSD            |                                             |
| Felix Stroe | 2017. október 17.    | 2018. január 29. | PSD            |                                             |
| Közoktatásügyi miniszter                                                                                          |                      |                  |                |                                             |
| Liviu Pop | 2017. június 29.     | 2018. január 29. | PSD            |                                             |
| Kulturális és nemzeti identitásügyi miniszter                                                                     |                      |                  |                |                                             |
| Lucian Romașcanu                                                                                                  | 2017. június 29.     | 2018. január 29. | PSD            |                                             |
| Kutatási és innovációs miniszter                                                                                  |                      |                  |                |                                             |
| Lucian Georgescu                                                                                                  | 2017. június 29.     | 2018. január 29. | PSD            |                                             |
| Külügyminiszter                                                                                                   |                      |                  |                |                                             |
| Teodor Meleșcanu                                                                                                  | 2017. június 29.     | 2018. január 29. | ALDE           |                                             |
| Mezőgazdasági és vidékfejlesztési miniszter                                                                       |                      |                  |                |                                             |
| Petre Daea | 2017. június 29.     | 2018. január 29. | PSD            |                                             |
| Munkaügyi és szociális miniszter                                                                                  |                      |                  |                |                                             |
| Lia Vasilescu | 2017. június 29.     | 2018. január 29. | PSD            |                                             |
| Nemzeti konzultáció és társadalmi párbeszéd minisztere                                                            |                      |                  |                |                                             |
| Gabriel Petrea | 2017. június 29.     | 2018. január 29. | PSD            |                                             |
| Nemzetvédelmi miniszter                                                                                           |                      |                  |                |                                             |
| Adrian Țuțuianu                                                                                                   | 2017. június 29.     | szeptember 5.    | PSD            |                                             |
| Ion-Marcel Ciolacu                                                                                                | 2017. szeptember 5.  | szeptember 12.   | PSD            | mint miniszterelnök-helyettes, ideiglenesen |
| Mihai Fifor | 2017. szeptember 12. | 2018. január 29. | PSD            |                                             |
| Parlamenti kapcsolatok minisztere                                                                                 |                      |                  |                |                                             |
| Viorel Ilie | 2017. június 29.     | 2018. január 29. | ALDE           |                                             |
| Pénzügyminiszter                                                                                                  |                      |                  |                |                                             |
| Ionuț Mișa | 2017. június 29.     | 2018. január 29. | PSD            |                                             |
| Turisztikai miniszter                                                                                             |                      |                  |                |                                             |
| Mircea Dobre | 2017. június 29.     | 2018. január 29. | PSD            |                                             |
| Vízügyi és erdőgazdálkodási miniszter                                                                             |                      |                  |                |                                             |
| Doina Pană | 2017. június 29.     | 2018. január 29. | PSD            |                                             |
| Európai alapok lehívásáért felelős tárca nélküli miniszter                                                        |                      |                  |                |                                             |
| Rovana Plumb | 2017. június 29.     | október 17.      | PSD            |                                             |
| Marius Nica | 2017. október 17.    | 2018. január 29. | PSD            |                                             |
| Európai ügyekért felelős tárca nélküli miniszter                                                                  |                      |                  |                |                                             |
| Victor Negrescu                                                                                                   | 2017. június 29.     | 2018. január 29. | PSD            |                                             |
| A Miniszterelnöki Hivatal vezetője mint a kormány tagja                                                           |                      |                  |                |                                             |
| Mihai Busuioc | 2017. június 29.     | október 15.      | PSD            |                                             |
| Roxana-Cezarina Bănică                                                                                            | 2017. október 15.    | 2018. január 16. | PSD            |                                             |
| Ioana-Andreea Lambru                                                                                              | 2018. január 16.     | 2018. január 29. | PSD            |                                             |

## Története

### Megalakulása
A bukaresti parlament 2017. június 21-én megvonta a bizalmat Sorin Grindeanu kormányától, s ezzel a 2016. decemberi választáson győztes Szociáldemokrata Párt (PSD) és koalíciós partnere, a Liberálisok és Demokraták Szövetsége (ALDE) megbuktatta a saját miniszterelnökét. A belső machinációkat követően – mely mögött a PSD elnöke, Liviu Dragnea állt – június 29-én megalakult a Mihai Tudose vezette huszonnyolc fős román kormány, melynek megalakulását a Romániai Magyar Demokrata Szövetség (RMDSZ) is támogatta.

### A kormány összetételének változása
Elsőként a védelmi miniszter, Adrian Țuțuianu távozott a kormányból, aki kénytelen volt lemondani egy „kommunikációs hibáért”. A minisztérium sajtóosztálya azt közölte, hogy a tárca alkalmazottai megkapják ugyan szeptember 15-én az augusztusi bérüket, de egyéb, szeptemberre esedékes juttatásaikat csak a hónap végén, a költségvetés-kiigazítás után kapják meg, a jövedelemadót és tb-járulékot pedig a tárca később fizeti majd be. A tárcavezető szerint a közlemény egy átmeneti „technikai problémát” tükrözött, és az feleslegesen keltett aggodalmat, de vállalja érte a felelősséget. Feladatait ideiglenesen Marcel Ciolacu kormányfő-helyettes látta el, míg végül szeptember 12-én a minisztérium irányítását Mihai Fifor miniszter át nem vette. Az így megüresedett bársonyszéket a Gazdasági Minisztérium élén Gheorghe Șimon vette át.
2017 szeptemberében bűnvádi eljárást indított a román korrupcióellenes ügyészség (DNA) Sevil Shhaideh miniszterelnök-helyettes ellen, akit hivatali visszaéléssel gyanúsítanak egy Duna-szigetre is kiterjedő horgászparadicsom önkormányzati tulajdonba juttatása ügyében. A hivatali visszaélésben való bűnrészességgel megvádolták az Európai alapok lehívásáért felelős tárca nélküli minisztert, Rovana Plumbot is, de botrányba keveredett a parlamenttel való kapcsolattartásért felelős miniszter, Viorel Ilie is, akit egy közalkalmazotti versenyvizsga megszervezésével kapcsolatban vádoltak meg. Mindezek fényében a PSD végrehajtó bizottsága október 12-én jóváhagyta Mihai Tudose miniszterelnök kormányátalakítási szándékát. A kormányfő kérésére mindkét PSD-s miniszter benyújtotta lemondását, s ugyanezen az ülésen jelentette be távozását a közlekedési tárca vezetője, Răzvan Cuc is. A kisebbik kormánypárt elnöke, Călin Popescu-Tăriceanu – aki ellen szintén bűnvádi per van folyamatban – közölte, hogy az ALDE mindvégig kiáll Viorel Ilie miniszter mellett, és nem hívják vissza a kormányból, s ezt nem is tették meg. A három új miniszter – Paul Stănescu regionális fejlesztési, Felix Stroe közlekedési és Marius Nica, az európai alapokért felelős tárca nélküli miniszter – október 17-én, az államfő jelenlétében letette hivatali esküjét.
2018. január 3-án, egészségi állapotára hivatkozva benyújtotta lemondását Doina Pană vízügyi és erdőgazdálkodási miniszter, majd január 19-én az európai alapokért felelős tárca nélküli miniszter, Marius Nica is (január 22-ei hatállyal).

### A kormány felbomlása
2018. január 15-én a Szociáldemokrata Párt (PSD) végrehajtó bizottsága megvonta a bizalmat Mihai Tudose kormányfőtől, aki válaszul bejelentette távozását a kormány éléről. Másnap, január 16-án Klaus Johannis államfő elfogadta a lemondást és Tudosét felmentette, s még aznap, a nemzetvédelmi minisztert, Mihai Fifort nevezte ki ügyvivő miniszterelnöknek, bár a koalíció először a kormányfői tisztségre Paul Stănescu miniszterelnök-helyettes javasolta. Az ügyvivő kormány korlátozott jogkörökkel vezette tovább az országot, amíg a parlament be nem iktatta Románia következő kormányát.
A PSD és az ALDE egy év leforgása alatt a második kormányát buktatta meg. A kormányt a „háttérből” irányító Dragnea kifogásolta, hogy a kormányzat nem léptette életbe rendeleti úton a büntető törvénykönyv azon módosítását, amellyel őt magát és szűkebb körét kiemelnék az igazságszolgáltatás „kezei közül”. A lemondott miniszterelnök másik bűne, hogy nem sikerült megszabadulnia Laura Codruța Kövesitől, a DNA főügyészétől, viszont leváltotta volna a pártelnök kegyeltjét, a botrányba keveredett Carmen Dan belügyminisztert. Tudeose távozásában nem játszott szerepet, hogy a székely zászló kitűzése kapcsán átgondolatlan megfogalmazással akasztással fenyegetőzött.